# Марин (округ)
Мари́н (англ. Marin County) — округ в американском штате Калифорния.

## География
Округ Марин является частью региона San Francisco Bay Area и находится в северной части Калифорнии, на её тихоокеанском побережье, в непосредственной близости от Сан-Франциско. Административный центр округа — город Сан-Рафел. Численность населения округа Марин составляет 247 289 человек (на 2000 год). Площадь округа составляет 2145 км², из них 799 км² (37,24 %) приходится на водоёмы. Плотность населения равна 184 чел./км².
На территории округа находится известная тюрьма Сан-Квентин. Здесь расположена штаб-квартира известной кинокорпорации Lucasfilm, а также компании, связанные с компьютерной графикой,  анимацией и компьютерными играми, например, штаб-квартира компании Autodesk.

## История
Округ Марин был создан в 1850 году, при образовании штата Калифорния. Происхождение названия округа неясно. По одной из версий, он назван так по имени вождя индейского племени ликатиутов, населявшего эту территорию и оказывавшего упорное сопротивление испанским властям Калифорнии. По другой версии, оно связано с испанским наименованием одного из заливов на побережье округа.
В 1960 году округ был награждён премией All-America City Award (с англ. — «Всеамериканский город») присуждаемой Национальной гражданской лигой, которую неофициально называют «Нобелевской премией за конструктивное гражданство» и которая выдается за активную гражданскую позицию жителей некорпоративных сообществ Соединённых Штатов в жизни местного самоуправления.

## Крупные города
Крупные города:
- Сан-Рафел
- Новато

### Ожидаемая продолжительность жизни
Согласно  данным по ожидаемой продолжительности жизни в США, опубликованным в 2010 году Институтом показателей здоровья и оценки, средняя женщина в округе Марин может рассчитывать прожить 85,0 года, что является самым продолжительным для любого округа в Соединённых Штатах. Средний национальный показатель составляет 80,8 лет для женщин.

## Демография
Среднегодовой доход домашнего хозяйства по состоянию на 2016 год самый высокий в штате Калифорния и составлял 138 564$.